# João Leopoldo, Príncipe Herdeiro de Saxe-Coburgo-Gota
João Leopoldo, Príncipe Herdeiro de Saxe-Coburgo-Gota (nome completo: Johann Leopold Wilhelm Albert Ferdinand Viktor Prinz von Sachsen-Coburg und Gotha) (Coburgo, 2 de agosto de 1906 - Grein, 4 de maio de 1972) foi o filho mais velho de Carlos Eduardo, Duque de Saxe-Coburgo-Gota e de Vitória Adelaide de Schleswig-Holstein. Desde o seu nascimento até à abdicação do pai, ele era conhecido como João Leopoldo, Príncipe Herdeiro de Saxe-Coburgo-Gota.
Ele era o herdeiro aparente ao trono ducal de Saxe-Coburgo-Gota, desde o seu nascimento, até à abdicação forçada do seu pai, em 18 de novembro de 1918, em resultado da Revolução Alemã.